# 보령 유격장군 청덕비
보령 유격장군 청덕비(保寧 遊擊將軍 淸德碑)는 대한민국 충청남도 보령시에 있는, 1598년 4월에 세운 유격장군(遊擊將軍) 계금(季金)의 청덕비이다. 2000년 9월 20일 충청남도의 유형문화재 제159호로 지정되었다.

## 참고 자료
- 보령유격장군청덕비 - 국가유산청 국가유산포털